# Distretto di Gurvanzagal
Il distretto di Gurvanzagal è uno dei quattordici distretti (sum) in cui è suddivisa la provincia del Dornod, in Mongolia. Conta una popolazione di 1.338 abitanti (censimento 2009). 